# チャールズ・オースバーン (DD-570)
チャールズ・オースバーン (USS Charles Ausburne, DD-570) は、アメリカ海軍の駆逐艦。フレッチャー級。艦名は第一次世界大戦で海軍十字章を受章したチャールズ・L・オースバーンに因む。本艦は「チャールズ・オースバーン」の名を持つ2隻目の艦であった。
第二次世界大戦（太平洋戦争）において、アーレイ・バーク大佐率いる第23駆逐戦隊（通称「リトル・ビーバーズ」）の旗艦として活躍したことで知られる。また、その激しい戦歴にもかかわらず乗員から死者を出すことがなかった。

## 艦歴
「チャールズ・オースバーン」は1942年3月16日に、テキサス州オレンジのコンソリデーテッド・スチール社でW・H・コッテン夫人の手により進水した。その後1942年11月24日にL・K・レイノルズ少佐の指揮の下就役した。
最初の任務は、1943年4月1日から5月8日にかけてニューヨークからカサブランカまで船団護衛を行った後で、別の船団を護衛して戻るというものであった。
1943年5月11日、ボストン海軍工廠においてM・J・ギリアム大佐の下で第23駆逐戦隊が編成され、「チャールズ・オースバーン」は第45駆逐隊 (Destroyer Division 45) の旗艦になった。第23駆逐戦隊の当初の編成は「チャールズ・オースバーン」と「フート (USS Foote, DD-511) 」「スペンス (USS Spence, DD-512) 」の3隻だったが、順次「オーリック (USS Aulick, DD-569) 」「クラクストン(USS Claxton, DD-571) 」「ダイソン (USS Dyson, DD-572) 」「コンヴァース(USS Converse, DD-509) 」そして「サッチャー (USS Thatcher, DD-514) 」が加わり、作戦行動を開始した。

### ソロモン諸島の戦い
「チャールズ・オースバーン」は太平洋に向かい、1943年6月28日にニューカレドニアのヌメアへ到着する。ガダルカナルの戦いを支援する哨戒と護衛任務の夏が始まり、エファテ島やエスピリトゥサント島からガダルカナル島への船団護衛に従事した。8月27日、パーヴィス港を拠点に、夜間にソロモン諸島からブーゲンビル島やニューブリテン島へ兵員を撤退させる「東京急行」（鼠輸送）の日本海軍駆逐艦を阻止する攻撃部隊に参加した。8月27日から28日にかけての「ザ・スロット」（ニュージョージア海峡）での最初の哨戒は何も起こらなかったが、9月7日に敵機の空襲によって最初の会敵が発生する。この時、ソロモン諸島へ兵員を展開させるLSTを護衛し、夜間戦闘機と共同行動をとる試みにも加わった。

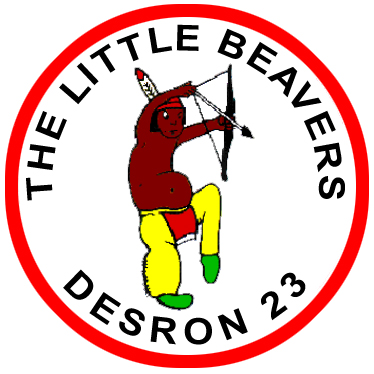
第23駆逐戦隊（Destroyer Squadron 23）のエンブレム。

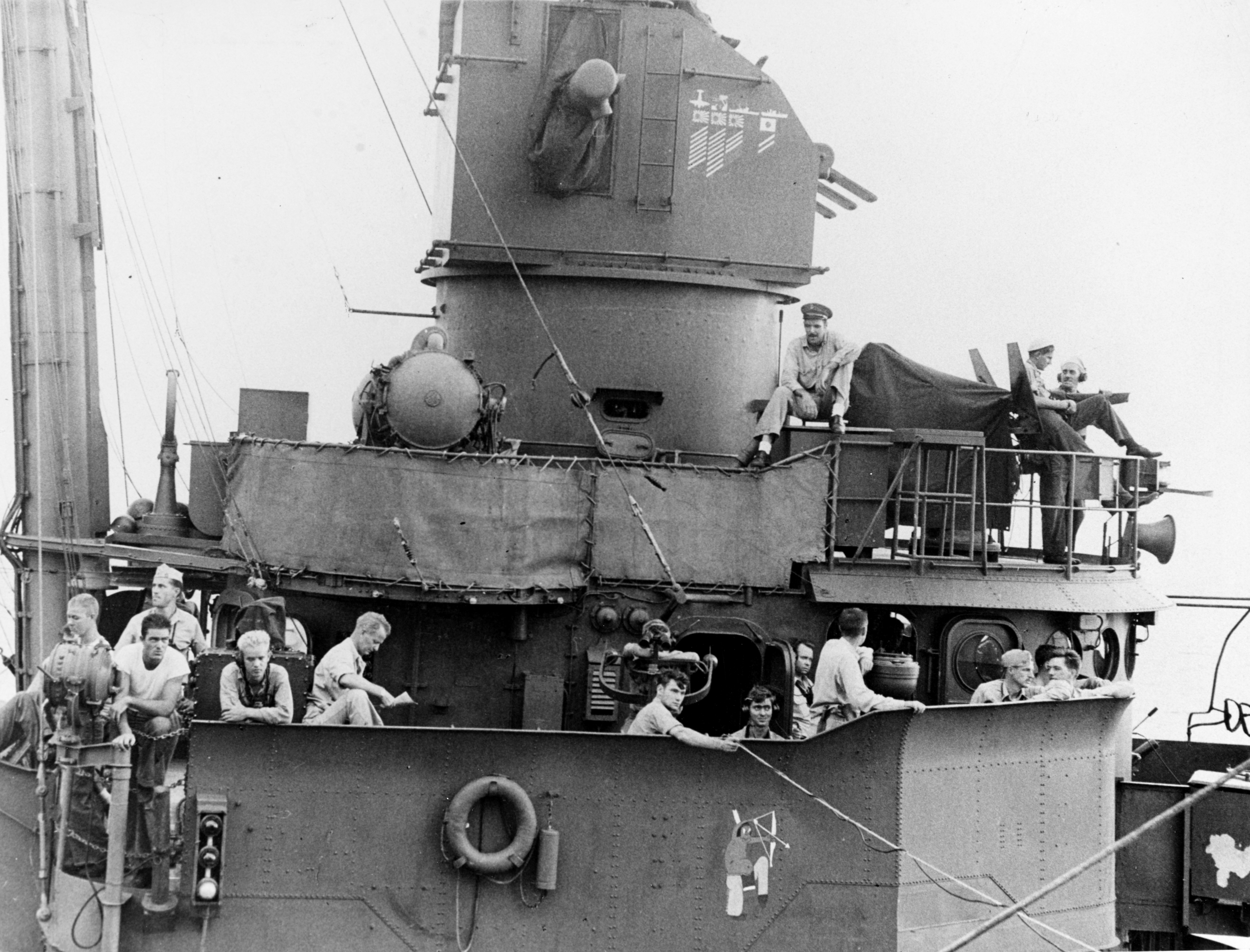
チャールズ・オースバーン艦上のバーク大佐（左から5人目）。艦橋のウイングには部隊のシンボルである「リトル・ビーバー」が、Mk.37 砲射撃指揮装置にはキルマークがそれぞれ描かれている。

1943年9月27日から28日にかけての夜、ベララベラ島沖合で「チャールズ・オースバーン」は正確な砲撃によって舟艇2隻を撃沈した。10月初め、訓練と補給のためエスピリトゥサント島へ戻る。10月23日、後に駆逐戦隊で最も有名な司令となるアーレイ・バーク大佐を迎え、「チャールズ・オースバーン」に司令旗が掲げられた。バークが指揮した、彼自身の命名による通称「リトル・ビーバーズ」（Little Beavers）は海戦史における非凡な存在であり、それは殊勲部隊章を授けられたことで示された。リトル・ビーバーズによる日本海軍水上部隊と沿岸拠点に対する作戦は続き、ソロモン諸島の戦いでの勝利に多大な貢献を残した。「チャールズ・オースバーン」は1943年10月31日から1944年2月23日にかけて、最も激しい戦いに置かれることになった。
「チャールズ・オースバーン」は1943年10月31日にブーゲンビル島の戦いでの支援を開始し、所属する任務部隊は激しい砲撃でブカ島の日本軍飛行場を無力化した。また給油で南下する際に任務部隊が通過するショートランドで沿岸砲台を砲撃した。11月1日の早朝、米軍はエンプレス・オーガスタ湾に侵攻し、そして日本の巡洋艦4隻と駆逐艦6隻がブーゲンビル島沖の輸送船を攻撃するためにラバウルを出撃し南へ移動しているという連絡を受けた。すぐに「チャールズ・オースバーン」と僚艦は敵艦隊迎撃のため北上した。11月2日午前2時27分に最初の会敵が起こり、ブーゲンビル島沖海戦が生起した。
旗艦のレーダーに敵艦がはっきりと捉えられた時、「チャールズ・オースバーン」と3隻の僚艦からなるリトル・ビーバーズは魚雷攻撃を敢行し、既に友軍の巡洋艦による攻撃で炎上中の軽巡洋艦「川内」を片付けると、続いて32ノットで駆逐艦「初風」に接近する。「スペンス」が攻撃に加わり、「チャールズ・オースバーン」は「初風」を沈めた。それから雷撃で損傷した「フート」を護衛してパーヴィス湾へ戻った。
11月の残りの期間、「チャールズ・オースバーン」はブーゲンビル島周辺の砲撃と哨戒を行い、島への補給船団を護衛した。ボニスにある日本の飛行場へ猛砲撃を加え、橋頭堡で対空戦闘を実施、駆逐戦隊はほとんど障害なく行動した。
1943年11月24日、駆逐戦隊はハーボーン海峡で給油中だったが、ブカ島から兵員の撤退活動を行う日本艦隊を迎撃せよとの命令を受けた。速やかに「チャールズ・オースバーン」ら5隻の駆逐艦はラバウル - ブカ島間を捜索するために北上し、セント・ジョージ海峡で駆逐戦隊が哨戒中だった11月25日午前1時41分にレーダーで目標を発見、セント・ジョージ岬沖海戦が発生した。
「チャールズ・オースバーン」は2隻の僚艦を引き連れ、残りの2隻による援護を受けながら2隻の日本の駆逐艦へ魚雷攻撃を行うべく突進した。魚雷は「大波」を撃沈し、「巻波」を真っ二つにした。援護している僚艦が「巻波」に止めを刺すと、「チャールズ・オースバーン」と僚艦は、退避しようとしている輸送任務中の3隻の敵駆逐艦を追跡するため速やかに転回した。3隻の敵艦は散開したが、「チャールズ・オースバーン」はそのうち「夕霧」に対して追跡を継続し、繰り返し命中弾を与えた。すぐに艦首から艦尾へかけて火災が発生し、「夕霧」は遁走を図るも急速に接近され沈められた。日の出が近づき、駆逐戦隊はラバウルの日本側飛行場から距離を離すために後退した。このセント・ジョージ岬沖海戦で、日本側は駆逐艦3隻を喪失したが、アメリカ側には全く損害がない完勝であった。
1943年12月の間、「チャールズ・オースバーン」はブーゲンビル島での作戦を支援し、哨戒、護衛、対空、地上砲撃といった任務をこなした。オーストラリアでつかの間のオーバーホールを行うと、1944年1月30日にソロモン諸島北部に戻る。2月3日には再び戦闘任務へ向かい、日本軍の激しい航空攻撃をはねのけながらブーゲンビル島北部沿岸への砲撃任務を行った。グリーン諸島の戦いを支援したほか、2月18日のカビエン港攻撃をはじめとする多くの敵水上目標捜索を実施した。この攻撃により、敵の港湾施設、滑走路、備蓄物資はほぼ完全に破壊された。
1944年2月22日、「チャールズ・オースバーン」と駆逐艦「ダイソン」「スタンリー (USS Stanly, DD-478) 」はニューアイルランド島沖で日本の敷設艇「夏島」を沈め、「コンヴァース」と「スペンス」を加えた5隻はカビエンの北西で救難曳船「長浦」を沈めた。また、他にも特設駆潜艇「第八玉丸」（西大洋漁業、279トン）、小型貨物船「Choryu Maru」「No.9 Tokuyama Maru」と海軍徴用船「協成丸」（東和汽船、556トン）を沈めたとされている。
その後はビスマルク諸島北方へ哨戒に向かう3月5日まで揚陸艇の護衛を行った。

### マリアナ諸島の戦い
1944年3月26日、「チャールズ・オースバーン」は第5艦隊に配属され、翌日にはバーク大佐がマーク・ミッチャー中将率いる空母機動部隊の参謀長に就任するため艦を去った。強力な第58任務部隊（第5艦隊所属の場合には第58任務部隊、第3艦隊所属の場合には第38任務部隊と呼称された）とともに、3月30日から4月1日にかけて「チャールズ・オースバーン」はパラオ、ヤップ島、ウルシー環礁、ウォレアイ環礁への空襲を実施し、それからマジュロで補給を行った。同月下旬には、ホーランジアへの上陸支援とトラック環礁およびポナペ島へ空襲を行う空母「ヨークタウン (USS Yorktown, CV-10) 」ら機動部隊の護衛を実施。マジュロへの帰路、「チャールズ・オースバーン」は次なる大規模作戦であるマリアナ・パラオ諸島の戦いに備え演習に参加した。
1944年6月6日から1944年7月6日にかけて、「チャールズ・オースバーン」はテニアン島、サイパン島、パガン島、グアム島、そして硫黄島へ繰り返し空襲を行う第58任務部隊の空母を護衛する。これらは敵飛行場と防衛施設の破壊を目的としており、マリアナ諸島各島への一連の上陸作戦での脅威を取り除くものであった。さらにグアム島の沿岸陣地に砲撃を加え、グアムの戦いとサイパン島の戦いを援護する空母「エセックス (USS Essex, CV-9) 」の護衛を実施した。
西海岸でのオーバーホールを終えた「チャールズ・オースバーン」は1944年11月5日にウルシー環礁へ戻り、11月いっぱいをレイテ島へ向かう船団に上空援護を行う空母の護衛として過ごした。12月19日から24日にかけて、サンペドロ湾からミンドロ島へ向かう補給船団を護衛したが、その途上で激しい空襲を受けた。12月21日に1回の神風を含む4回の空襲に見舞われ、護衛の駆逐艦による対空砲火の援護の下で船団が揚陸を終えるまでの間、さらなる空襲が行われた。

### フィリピンの戦い
フィリピンでの支援を行っていた「チャールズ・オースバーン」は、1945年1月4日にサンペドロ湾からレイテ湾へ向かう船団を護衛した。1月7日、一行は敵機の空襲と戦った後、「チャールズ・オースバーン」と3隻の僚艦がレーダーで敵艦を発見する。それは駆逐艦「檜」であり、4隻からの効果的な砲撃を受けて全乗員と共に急速に沈んでいった。1月9日から10日、「チャールズ・オースバーン」は上陸部隊を掩護し、5インチ砲を海岸に撃ち込んで部隊の前進を支援した。1月15日にサンペドロ湾へ戻り、以降2か月の間リンガエン湾とサン・ペドロ湾周辺での船団護衛や哨戒任務に従事した。

### 沖縄の戦い
1945年3月下旬から4月にかけて、「チャールズ・オースバーン」はパナイ島とネグロス島への上陸を援護し、そしてミンダナオ島のネグロースとパランで夜間の照明弾発射と陽動砲撃を行った。5月13日、第5艦隊に加わるためサンペドロ湾を出港し、5月16日に沖縄の渡具知泊地に到着した。対潜哨戒任務中に2度の航空攻撃を切り抜けた後、粟国島への上陸を護衛。6月23日には危険なレーダーピケット任務に充てられるが、損傷なく生き残った。戦争の残りの期間は沖縄近海での哨戒を行って過ごした。
「チャールズ・オースバーン」は9月10日に沖縄を発ち、殊勲部隊章を受章するために10月17日にワシントンD.C.へ到着する。ニューヨークを訪問した後、1946年4月16日に退役し保管状態に置かれるためサウスカロライナ州チャールストンに到着した。

### ドイツ連邦海軍
1960年4月12日に、「チャールズ・オースバーン」はドイツ連邦海軍（西ドイツ海軍）に譲渡され、「Z6（Zerstörer 6 = 第6号駆逐艦）」の艦名とNATOの艦番号「D180」が与えられた。
1962年、「Z6」は第二次世界大戦中に柏葉付騎士鉄十字章を受章した元Uボート艦長であるオットー・フォン・ビューロー大尉の指揮の下就役した。
「チャールズ・オースバーン」は1967年12月1日にアメリカ海軍から除籍された。1967年10月3日に「Z6」こと「チャールズ・オースバーン」はドイツ連邦海軍から除籍され、その後1968年10月にキールのHowaldts Werke AGにスクラップとして売却された。

## 栄典
「チャールズ・オースバーン」は第二次世界大戦で合計11個の従軍星章を受章したほか、第23駆逐戦隊の僚艦と共に殊勲部隊章を授かった。

## その他
- 命名元となったチャールズ・L・オースバーンの家族は、苗字を「Ausburn」と書いていたため、彼に因んだ最初のクレムソン級駆逐艦「チャールズ・オースバーン (DD-294)（英語版）」もそのように命名された。しかし、彼自身は「Ausburne」と綴っていたことが後に判明したため、本艦では変更されている。したがって、同一人物を命名元としながらも初代と二代目でスペルが異なる珍しい艦となった。
- 「チャールズ・オースバーン」は11回の上陸作戦に参加し、複数の水上戦闘を行い、6回沿岸砲台からの砲撃を受け、沖縄近海で3回の大型台風を経験したにもかかわらず、生涯で一人も死者を出さなかったほか負傷者もわずかに軽傷者1名を出したのみだった[2]。